# Ryszard Manna
Ryszard Manna (ur. 1 sierpnia 1933 w Brześciu nad Bugiem, zm. 21 sierpnia 1997 w Stargardzie) – polski artysta plastyk, projektant wnętrz i sztuki użytkowej.

## Życiorys
W Stargardzie zamieszkał w 1945 r. Ukończył studia w Państwowej Wyższej Szkole Sztuk Plastycznych w Gdańsku w pracowni profesora Juliusza Studnickiego (1961 r.).
Był artystą wielostronnym. Uprawiał malarstwo sztalugowe i ścienne, rysunek, grafikę, był projektantem różnych form wydawniczych, projektantem wnętrz i sztuki użytkowej. Prace Ryszarda Manny znajdują się w zbiorach Muzeum Archeologiczno-Historycznego w Stargardzie oraz w kolekcjach osób prywatnych w Polsce, Wielkiej Brytanii i Francji. Był barwną postacią życia kulturalnego miasta.

## Udział w wystawach zbiorowych[5]
- 1968 – Wystawa Okręgu ZPAP – Szczecin
- 1968 – IV Festiwal Polskiego Malarstwa Współczesnego – Szczecin
- 1990 – Wystawa Towarzysząca Festiwalowi Muzyki Organowej – Kamień Pomorski
- 1966 – 1996 wystawy środowiska plastycznego – Stargard

## Udział w wystawach zagranicznych[5]
- 1958 – Międzynarodowa Wystawa Grafiki – Francja
- 1987, 1988 – Wystawa Grafiki Artystów Stargardzkich – Niemcy
- 1992 – Wystawa środowiska plastycznego Stargardu – Niemcy

## Ważniejsze realizacje
Jego autorstwa są projekty wnętrz i metaloplastyki Urzędu Stanu Cywilnego w Stargardzie, mozaiki i malarstwa ściennego w Ośrodku Sportu i Rekreacji, byłego dworca PKS (z rozebranego w 2015 roku dworca część mozaiki udało się ocalić, odnowić i przenieść w nowe miejsce – do Ośrodka Sportu i Rekreacji Stargard), Domu Kultury Kolejarza. Jego talentowi, wnętrza zamku w Zaborze koło Zielonej Góry zawdzięczają nową wizualizację, jak również wnętrza oraz metaloplastyka w stargardzkim Muzeum. Był także współprojektantem miejskiego amfiteatru.
Tworzył projekty odznaczeń i medali, m.in.:
- medal na Ogólnopolskie Zawody Wioślarskie w Poznaniu,
- medal 25-lecia Muzeum w Stargardzie,
- medal 40-lecia odzyskania Ziem Zachodnich[8],
- odznaki klubów sportowych,
- odznaka Zasłużonego Pracownika MZK.

## Działalność społeczna
W latach osiemdziesiątych XX wieku pełnił funkcję wiceprezesa Związku Polskich Artystów Malarzy i Grafików w Szczecinie.
Przewodniczył nieformalnej grupie stargardzkich artystów „BRAMA”, a po utworzeniu Stargardzkiego Stowarzyszenia Miłośników Sztuk Plastycznych BRAMA pełnił funkcję jej prezesa.

## Nagrody i odznaczenia[5]
- 1958 – wyróżnienie na Międzynarodowej Wystawie Grafiki – Francja,
- 1976 – nagroda w konkursie na plakat „Dni Stargardu”,
- 1985 – I miejsce w konkursie na medal 40-lecia Ziem Odzyskanych,
- 1993 – I miejsce w konkursie na emblemat obchodów 750-lecia Stargardu,
- Srebrny Krzyż Zasługi,
- Odznaka „Zasłużony Działacz Kultury”,
- Odznaka Honorowa Gryfa Pomorskiego,
- medal Zasłużony dla Miasta Stargardu.